# Джулиа (нефтяное месторождение)
Джулиа (англ. Julia) — нефтяное месторождение в США. Расположено в акватории Мексиканского залива, примерно в 265 милях к юго-западу от Нового Орлеана, штат Луизиана. Открыто в декабре 2007 года, введено в эксплуатацию в 2016 году.
Одно из первых крупных нефтяных открытий в сверхглубокой зоне Мексиканского залива. Запасы нефти оцениваются в 6 млрд баррелей.
Оператор месторождения и всех его пяти лицензионных участков (WR-584, WR-627, WR-628, WR-540 и WR-583) — нефтяная компания ExxonMobil (50 %), партнёром которой является норвежская Statoil (обе компании имеют равные доли в проекте).
В 2012 году ExxonMobil урегулировала судебный иск с правительством США по поводу аннулирования Министерством внутренних дел договоров аренды лицензионных участков из-за отсутствия работ. Сразу после урегулирования юридических вопросов ExxonMobil запланировала старт буровых работ. Из-за сверхбольшой глубины каждая скважина могла стоит около 230 млн долларов. Затраты на ввод в эксплуатацию месторождения оценивали в 4 млрд долларов.
На первом этапе расчётный объём добычи составил 34 тыс. баррелей/день. На 2016 год буровое судно Maersk Viking, принадлежащее Maersk Drilling, бурило третью скважину. Предполагалось, что опыт первого этапа эксплуатации даст оператору понимание, как развивать месторождение дальше. Предполагалась, что «Джулия» может прослужить следующие 40 лет.